# Фламінго (ракета)
«Фламі́нго» — українська крилата ракета великої дальності, що перебуває в серійному виробництві. Перші фотографії ракети були оприлюднені 17 серпня 2025 року українським фотокореспондентом Єфремом Лукацьким.

## Історія створення
Фотографії готових ракет були зроблені 14 серпня 2025 року в цеху оборонної компанії Fire Point. За словами Єфрема Лукацького, ракети «Фламінго» вже запущені в серійне виробництво. 18 серпня 2025 року міністр оборони України Денис Шмигаль підтвердив наявність в Україні далекобійної та «дуже потужної» зброї власного виробництва.

## Технічні характеристики
За зовнішнім виглядом та заявленими характеристиками експерти видання Defense Express ідентифікували «Фламінго» як крилату ракету FP-5, розроблену компанією Milanion Group зі штаб-квартирою в ОАЕ. Модель цієї ракети вперше була продемонстрована на виставці IDEX-2025 у лютому 2025 року.
Відомі характеристики ракети FP-5 («Фламінго»):
- Дальність польоту: 3000 км
- Вага бойової частини: 1000 кг
- Максимальна злітна вага: 6 тонн
- Максимальна швидкість: 950 км/год
- Крейсерська швидкість: 850—900 км/год
- Час у повітрі: понад 4 години
- Розмах крила: 6 м
- Система наведення: комбінована — супутникова навігація (стійка до РЕБ) та інерціальна.

Ракета має фіксоване пряме крило та двигун, розташований над фюзеляжем. Така конструкція, на відміну від ракет із крилом, що складається, та запуском з транспортно-пускового контейнера, спрощує виробництво, дозволяючи досягти заявленої виробничої потужності понад 50 ракет на місяць. Недоліком є довший час передстартової підготовки, який становить 20–40 хвилин.

## Бойовий потенціал
Заявлена бойова частина ракети «Фламінго» вагою 1150 кг є в 2,5 рази потужнішою за бойову частину американської крилатої ракети Tomahawk Block V, яка важить 450 кг, а дальність польоту перевищує її майже вдвічі. Військовий експерт Павло Нарожний зазначив, що хоча ракета є відносно простою і не має складних систем візуального наведення, як у західних аналогів, її характеристики є оптимальними для знищення великих об'єктів військово-промислового комплексу Росії.
Така дальність польоту (навіть з урахуванням маневрування для обходу ППО) дозволяє завдавати ударів по цілях у глибокому тилу РФ, аж до Єкатеринбурга, Челябінська та Нижнього Тагіла.